# Velcro Fly
Velcro Fly è un singolo del gruppo musicale statunitense ZZ Top, pubblicato nel 1986 ed estratto dall'album Afterburner.

## Tracce
- 7"

1. Velcro Fly – 2:51
2. Woke Up with Wood – 3:45

## Formazione
- Billy Gibbons – chitarra, voce
- Dusty Hill – basso, cori
- Frank Beard – batteria, cori